# Cacodaemon borneensis
Cacodaemon borneensis is een keversoort uit de familie zwamkevers (Endomychidae). De wetenschappelijke naam van de soort werd in 1883 gepubliceerd door Imre Frivaldszky.